# Silvia Solar
Silvia Solar es el nombre artístico de Geneviève Couzain (París, 20 de marzo de 1940-Lloret de Mar, 18 de mayo de 2011), que fue una actriz francesa afincada en España.

## Biografía
Geneviève Couzain nació el 20 de marzo de 1940 en París, Francia. Con 16 años fue la ganadora de un concurso de belleza en Francia, lo que le abrió la puertas al mundo cinematográfico. Se casó con el torero y también actor español Rogelio Madrid, afincándose definitivamente en España. Falleció el 18 de mayo de 2011 en Lloret de Mar.

## Filmografía[1]
- Las lavanderas de Portugal, de Ramón Torrado y Pierre Gaspard-Huit (1957)
- Comme un cheveu sur la soupe (1957, no acreditada)
- C'est arrivé à 36 chandelles (1957)
- Eddie en acción (1958)
- Los clarines del miedo (1958)
- El emigrante (1960)
- Despedida de soltero (1961)
- Madame Sans-Gene, de Christian-Jaque (1961)
- Y el cuerpo sigue aguantando (1961)
- Vampiresas 1930, de Jesús Franco (1962)
- Operación Embajada, de Fernando Palacios (1963)
- Tela de araña (1963)
- La verbena de la Paloma (1963)
- El precio de un asesino (1963)
- Dos toreros de aúpa (1964)
- Los héroes del Oeste (1964)
- Alerte a Gibraltar (1964)
- Llanto por un bandido (1964)
- Los rurales de Texas (1964)
- La tumba del pistolero (1964)
- Vivir un largo invierno (1964)
- Relevo para un pistolero (1964)
- El castillo de los monstruos (1964)
- Dos de la mafia (1964)
- Regresa un pistolero (1965)
- El dedo en el gatillo (1965)
- Asesinato en Manhattan (1965)
- MMM 83 - Missione Morte Molo 83 (1966)
- L'homme de l'Interpol (1966)
- Pánico en la mafia (1966)
- Agente Sigma 3: operación Goldwather (1967)
- Nido de espías (1967)
- La piel quemada (1967)
- Entre las redes (1967)
- Si muore solo una volta (1967)
- Mister Dinamita, mañana os besará la muerte (1967)
- Gentleman Jo (1967)
- Los Ángeles, hora 14:30 (1968)
- Sharon vestida de rojo (1969)
- Agáchate, que disparan (1969)
- La Lola, dicen que no vive sola, de Jaime de Armiñán (1970)
- La liga no es cosa de hombres (1972)
- Horror Story (1972)
- Las juergas de 'El Señorito' (1973)
- La redada (1973)
- Busco tonta para fin de semana (1973)
- Aborto criminal (1973)
- Les enjambées (1974)
- Serre-moi contre toi, j'ai besoin de caresses (1974)
- La muerte llama a las 10 (1974)
- La maison des filles perdues (1974)
- Las correrías del Vizconde Arnau (1974)
- Chicas de alquiler (1974)
- El último proceso en París (1974)
- La maldición de la bestia (1975)
- El ojo en la oscuridad (1975)
- Relación matrimonial y otras cosas (1975)
- Guapa, rica y... especial (1975)
- Las ratas no duermen de noche (1976)
- La nueva Marilyn (1976)
- Mauricio, mon amour (1976)
- La perversa caricia de Satán (1976)
- Una prima en la bañera (1976)
- Las alegres chicas del Molino (1977)
- Las marginadas (1977)
- La máscara (1977)
- ¿Y ahora qué, señor fiscal? (1977)
- Los violadores del amanecer (1978)
- Trampa sexual (1978)
- Las que empiezan a los quince años (1978)
- La amante ingenua (1980)
- Un millón por tu historia (1980)
- Terror caníbal (1980)
- Viciosas al desnudo (1980)
- Barcelona sur, de Jordi Cadena (1981)
- Los embarazados (1982)
- Esas chicas tan pu... (1982)
- Los locos, locos carrozas (1984)
- Las alegres chicas de Colsada (1984)
- Últimas tardes con Teresa (1984)
- Crónica sentimental en rojo, de Francisco Rovira Beleta (1986)
- Más allá de la muerte (1986)
- Adela (1987)
- Sinatra (1988)